# Pete Townshend
Peter Dennis Blandford "Pete" Townshend, född 19 maj 1945 i Chiswick, London, är en brittisk musiker, sångare och kompositör. Han är gitarrist i det engelska rockbandet The Who. Han är äldre bror till Simon Townshend.
Townshend har skrivit det mesta av The Whos material. Han är känd för sin vevande "väderkvarnsstil" som han genomför vid vissa gitarriff. På 1960-talet och det tidiga 1970-talet avslutade han ofta konserter med att slå sönder både gitarr och förstärkare. Han komponerade rockoperan Tommy som blev en stor succé och framfördes som musikal i flera länder. 1975 kom Ken Russells filmversion av Tommy med The Whos sångare Roger Daltrey i huvudrollen.
Pete Townshend har även släppt skivor som soloartist. Exempel på låtar är "Give Blood", "Little Is Enough" och "Let My Love Open the Door".
Vid sidan av musikerkarriären har Townshend även arbetat en del med film och filmproduktion. Han har bland annat varit exekutiv producent för den animerade filmen Järnjätten från 1999.

## Diskografi
Soloalbum
- 1972 – Who Came First
- 1977 – Rough Mix (med Ronnie Lane)
- 1980 – Empty Glass
- 1982 – All the Best Cowboys Have Chinese Eyes
- 1983 – Scoop
- 1985 – White City: A Novel
- 1986 – Another Scoop
- 1989 – The Iron Man: A Musical
- 1993 – Psychoderelict
- 1998 – A Benefit for Maryville Academy
- 2000 – Live: The Fillmore
- 2000 – Live: The Empire
- 2001 – Live: Sadler's Wells
- 2001 – Live: La Jolla 22/06/01
- 2001 – Live: La Jolla 23/06/01
- 2001 – Scoop 3
- 2001 – The Oceanic Concerts (med Raphael Rudd)
- 2003 – Live: Bam 1993
- 2004 – Live: Brixton Academy '85